# Краківський історичний музей
Музей Кракова (пол. Muzeum Krakowa), до 2019 року — Краківський історичний музей, або Історичний музей міста Кракова (пол. Muzeum Historyczne Miasta Krakowa) — історичний музей, що знаходиться в місті Краків, Польща. Головна будівля музею знаходиться в палаці «Христофори» за адресою: Площа Ринок, 35. Музей складається з 14 філій, які розташовані в різних місцях міста. Зареєстрований у Державному реєстрі музеївПольщі.

## Історія
Музей був заснований в 1899 році як відділ при Архіві древніх актів міста Кракова. Відділ кілька разів змінював своє місце розташування. Спочатку він знаходився у будівлі Краківського національного архіву на вулиці Сінній, 16, пізніше — у приміщенні Будинку під хрестом на вулиці Шпитальній, 21 і в Краузівському домі на вулиці святого Яна.
З самого початку свого існування музей не експонував власні колекції. Тільки в 1952 році в Краузівському домі була організована перша музейна виставка. З 1964 року музей розташовується в палаці «Христофори», в якому також розміщується виставка «Життя і культура Кракова».
На даний час в музеї зібрана колекція різних експонатів XVII—XX століть, пов'язаних з історією Кракова.
З самого початку свого створення музей декларував підтримку місцевих народних традицій, таких як Краківський Лайконик, стрілецьке Краківське куркове Братство, конкурс Краківських шопок.

## Філії музею
- Аптека під орлом;
- Барбакан;
- Целестат;
- Будинок під хрестом;
- Історія Нової-Хути;
- Фабрика Шиндлера;
- Будинок Хіполітів;
- Христофори;
- Поморська вулиця;
- Підземелля Ринку;
- Стара синагога;
- Стіна фортеці — туристичний маршрут;
- Ратушна вежа;
- Звєжинецький будинок.